# Ecuación, los malditos de Dios
Ecuación, los malditos de Dios es una película coproducción de Argentina; filmada en colores, dirigida por: Sergio Mazurek y guionada por: Guillermo Barrantes. Sobre su propio que se estrenó el 20 de octubre de 2016 y que tuvo como actores principales a: Carlos Echevarría, Vanesa González, Diego Alfonso, Marta Lubos, Paula Siero, Verónica Intile, Jorge Booth, Eduardo Ruterman, Ana Livingston, María Laura Cali y Roberto Carnaghi.

## Sinopsis
El doctor Hermes Vanth pasa la mayor parte de su día trabajando dentro del Hospital Rivadavia. Convivir con la fatalidad es algo natural para él hasta que fragmentos de esa fatalidad parecen contaminar su propia vida. Perseguido por una inexplicable cadena de muertes, tanto dentro como fuera del hospital, Hermes descubre algo más extraño aún: la presencia de un misterioso anciano en cada una de esas desgracias. Cuando esta especie de maldición se cobra la vida de Ana, su pareja, y aquel anciano vuelve a estar ahí, en la trágica escena, la sospecha de Hermes se convierte en certeza: aquel viejo tiene una siniestra relación con aquellos funestos acontecimientos. Hermes comienza una peligrosa investigación que lo hará descender a los pasajes más profundos de la mitología bíblica y urbana, a descubrir los objetivos de un oscuro y secreto grupo de personas, y a conocer las perturbadoras respuestas que guarda la misma naturaleza de la Muerte. A medida que Hermes abra más y más puertas, el destino lo llevará a un inevitable final: la confrontación cara a cara con el desconcertante anciano, que se convertirá también en un enfrentamiento con un poder tan antiguo como implacable.

## Reparto
Intervinieron en el filme los siguientes intérpretes:
- Carlos Echevarría como ... Hermes Vanth
- Diego Alonso como ... Marco Pinotti
- Vanesa González como ... Gabriela Aristazarán
- Marta Lubos como ... Sedna
- Paula Siero como ... Dra. Paula
- Verónica Intile como ... Ana Vanth
- Jorge Booth como ... Dr. Velázquez
- Eduardo Ruterman como ... Gerónimo Lugone
- Ana Livingston como ... Iris Lugone
- María Laura Cali como ... Jefa de enfermeras
- Roberto Carnaghi como ... Padre Alfredo

- Datos: Q81135537